# Спас Вацов
Спас Вацов Киров е български метеоролог, климатолог и сеизмолог, основоположник на метеорологията и сеизмологията в България. Той е директор на Дирекцията по метеорология от нейното създаване през 1890 г. до смъртта си през 1928 година.

## Биография
Вацов е роден през 1856 година в Пирот, където завършва прогимназия. След това завършва гимназия в Загреб и физика и математика в Загребския университет през 1879 г. След завръщането си в България е директор на гимназията в Лом (1881 – 1882) и чиновник в Министерството на народното просвещение. През 1890 година става началник на създадената от министерството Централна метеорологична станция в София, която през 1894 година е преобразувана в Дирекция към Министерството на народното просвещение. Дирекцията се занимава и със сеизмологични изследвания до 1950 година, когато е обособена самостоятелна сеизмологична служба.
От 1884 година Вацов е действителен член на Българското книжовно дружество. През 1917 – 1918 година е член на Поморавския народо-просветен комитет. Той е член-основател и дългогодишен председател на Българското природоизпитателно дружество. Занимава се с литературна, журналистическа и преводаческа дейност.
Умира на 2 февруари 1928 година в София и е погребан в Централните софийски гробища.

## Памет
На Спас Вацов е наречена улица в квартал „Красна поляна 2“ в София (Карта).